# Parapontophilus talismani
Parapontophilus talismani is een garnalensoort uit de familie van de Crangonidae. De wetenschappelijke naam van de soort is voor het eerst geldig gepubliceerd in 1973 door Crosnier & Forest.